# رودريغو مونيز
رودريغو مونيز (بالبرتغالية: Rodrigo Muniz‏) هو لاعب كرة قدم برازيلي في مركز الهجوم، ولد في 4 مايو 2001 في São Domingos do Prata ‏ في البرازيل.

## وصلات خارجية
- رودريغو مونيز على موقع قاعدة بيانات كرة القدم.إي يو (الإنجليزية)
- رودريغو مونيز على موقع Soccerbase.com (لاعب) (الإنجليزية)
- رودريغو مونيز على موقع Soccerway.com (الإنجليزية)
- رودريغو مونيز على موقع عالم كرة القدم.نت (الإنجليزية)